# Crooked Creek, Alaska
Crooked Creek är en ort i Bethel Census Area i delstaten Alaska, USA.